# Aristotel/Peskovnik

## Štirje vzroki
Zelo znani so tudi Aristotelovi 4. vzroki. Namreč če hočemo nekaj narediti, moramo skozi vzroke. S tem je žele izpostaviti da ima vsaka stvar svoj namen. 
1.	Materialni vzrok(npr. opeka)
2.	Formalni vzrok( načrt hiše)
3.	Dejavni vzrok (zidarji)
4.	Smotrni vzrok( zakaj smo postavili hišo?)

Z Aristotelom se filozofija zopet premika k bogovom. Želel je priti do 1. začetka. Trdil je, da je Bog (1. gibalo) zanihal svet v gibaje, vendar pa da to ni vplivalo na nadaljnje dogodke. Razmišljal je v obratni smeri, saj se mu je zdelo da pridemo do 1. vzroka s prvim gibalom oz. Bogom. Ta veliki filozof je zagovarjal geocentrizem, za katerega danes vemo da ne drži. Aristotel je podcenjeval ženske. Trdil je da moški da formo, ženska pa je drugotna in da materijo. Menil je tudi, da je človek lahko srečen, le če uporablja vse svoje lastnosti in možnosti. Posledica tega je problem sodobnega sveta: kako človek spozna svoje lastnosti? Ugotovil je da obstajajo 3 forme sreče, ki morajo biti zadoščene da smo srečni: 
•	življenje v slasti in zadovoljstvu (biološke potrebe; hrana, pijača, spolnost, okolica),
•	živeti kot svoboden in odgovoren državljan,
•	živeti kot raziskovalec in filozof (moraš spoznati sebe ter okolje),
Prav tako je poudarjal zlato sredino pri vseh stvareh
Verjel je v lestvico narave. Reči je delil na žive in nežive. Nežive je smatral kot tiste, ki v sebi nimajo vrojene možnosti spreminjanja. Žive reči je Aristotel delil na živa bitja in rastline, živa bitja pa na živali in ljudi. Razlika med živimi stvarmi in ljudmi je da prve lahko sprejemajo hrano, rastejo, se razmnožujejo, čutijo svet okoli sebe in se gibljejo, ljudje pa lahko tudi mislijo.
Aristotel je zagovarjal 3 glavne ideje, : 
•	Posamezna bitnost je neka konkretna stvar/bitje,
•	Forma je aktivni princip biti (doda neko vrednost materiji).
•	Materija je pasivni princip biti (samo čaka).
Zadnji dve se dopolnjujeta in ena brez druge ne moreta.
Aristotel je trdil da obstajata trda in mehka logika. Za mehko logiko je značilno:
•	element pripada, ne pripada ali delno pripada množici.
•	deluje v znanosti, ko ni jasnih idej ali tehniki;
Značilnosti trde oz. tradicionalne logike pa so:
•	razvijal jo je Aristotel sam,
•	glavno vprašane je: Ali element pripada množici ali ne?,
•	njena podvrsta je formalna logika, ki je zasnovana na osnovi oblik ali form stavkov (npr. splošni trdilni/ splošni nikalni/ delni trdilni/ delni nikalni stavki);
Poznamo 10 kategorij po Aristotel, katerih naloga je čim bolj natančno določanje konkretnega bitja oz. stvari:
1.	bitnost (kaj),
2.	kvaliteta (kakšno),
3.	kvantiteta (kolikšno),
4.	relacija (v odnosu do česa),
5.	čas (kdaj),
6.	mesto (kje),
7.	položaj (v kakšnem položaju se nahaja),
8.	stanje (v kakšnem stanju),
9.	delovanje (kaj počne),
10.	trpljenje (kaj prestaja);

## Aristotel in neskončnost
Aristotel ni verjel v neskončnost. Zavračal je neskončna zaporedja in premice v neskončnosti. Zavrgel je neskončnost! Zavračal je neskončno majhne količine. Geodetom je dovolil imeti poljubno dolge dele oz. segmente, nikakor pa ne črt, ki gredo v neskončnost. Aristotel je imel več razlogov za to, da je ovrgel neskončnost. 
1. Neskončnost je prevelika, da bi bila "lepa". 
Biti lep, lepo bitje in vsaka celota-izmišljena iz delov, mora, ne samo pokazati določeno urejenost in urejenost po delih, ampak mora imeti tudi končno velikost. Lepota je nekaj, kar ima mero in urejenost in je zato nemogoča…stvaritev ogromnih dimenzij, recimo 1000 km dolga. V tem primeru ta predmet ne more biti viden naenkrat, zato je njegova edinost in celota opazovalcu nevidna. 
2. Neskončne premice ne obstajajo(eksistirajo)! 
Privzemimo, da obstaja neskončna ravna črta AB. Naj bo C točka, ki ne leži na AB in naj bo XCY druga neskončna ravna črta, ki se obrača s C okoli njene osi in seka AB v poljubni točki P. 
Če si pomagamo z uro in predpostavimo, da bo ob treh popoldne XCY vzporedna k AB in da XCY rotira v smeri urinih kazalcev okoli C s konstantno kotno hitrostjo pol obrata na uro. Tako je XCY vzporedna k AB ob vsaki polni uri, torej ob štirih, pa ob petih, pa spet ob šestih, …V vseh ostalih vmesnih časih XCY odreže AB v točki P in ko gre vsako uro mimo, s tem P prepotuje celo dolžino črte oz. premice AB. 
Ampak Aristotel pravi, da razdalja ni neskončna, če je lahko prepotovana v končnem času. S tem pridemo v protislovje, zato ne more biti AB neskončna črta, ampak je končna. 
3. Aristotel je študiral tudi Paradoks Thompsonove svetilke. 
Predstavljamo si svetilko, ki sveti oz. se prižge ob času t = 1 1/2^n , n-sod in ne sveti oz. se ugasne ob času t = 1 1/2^n , n-lih. Če bi res znali razdeliti časovni interval na pravzaprav neskončno število trenutkov, potem je taka svetilka teoretično možna in teoretično bi lahko prižigala in ugašala resnično neskončnokrat v tem časovnem intervalu od t=0 do t=1. Kakorkoli, ob času t=1 svetilka ne bi bila niti prižgana niti ugasnjena, kajti neskončno ni niti sodo niti liho število. 
Toda to je nemogoče, zato ne moremo razdeliti časovnega intervala na neskončno trenutkov.
Čeprav je Aristotel zavračal neskončnost, pa se mu je kljub temu zdelo, da nekaj mora biti na tem, zato je postavil idejo o "potencialni neskončnosti". Predstavljajte si, da Aristotel uporablja ravnilo in šestilo in resnično konstruira podintervale danega intervala in sicer enega na minuto. Predstavljajte si, da bo nadaljeval to početje (konstrukcijo) za nedoločen čas, tako dolgo, da bo za katerokoli dano celo število n konstruiral več kot n podintervalov. Torej, po eni strani množica konstruiranih podintervalov ne bo nikoli neskončna, po drugi strani, pa tudi velikost teh podintervalov ne bo omejena z neko predpostavljeno fiksno številko. Torej ta množica je potencialno neskončna!